# 喬弗利·克利夫頓-布朗
喬弗利·克利夫頓-布朗（英語：Geoffrey Clifton-Brown，1953年3月23日—）是一位英格蘭政治人物，他的黨籍是保守黨。自1997年開始，他擔任科茨沃爾德選區選出的英國下議院議員。